# Rhipidolestes chaoi
Rhipidolestes chaoi är en trollsländeart som beskrevs av Wilson 2004. Rhipidolestes chaoi ingår i släktet Rhipidolestes och familjen Megapodagrionidae. IUCN kategoriserar arten globalt som otillräckligt studerad. Inga underarter finns listade i Catalogue of Life.